# 안 마리뱅
안 마리뱅(Anne Marivin, 1974년 1월 23일 ~ )은 프랑스의 배우이다.

## 출연 작품
- 아! 내가 부자라면 (2002)
- 나의 우상 (2002)
- 슈슈 (2003)
- 포디움 (2004)
- 나르코 (2004)
- 결혼하고도 싱글로 남는 법 (2006)
- 텔 노 원 (2006)
- 우주행 티켓 (2006)
- 순수한 주말 (2007)
- 갱스터즈 (2007)
- 이지 웨이 (2007)
- 알로, 슈티 (2008)
- 유 윌 미스 미 (2009)
- 투모로 앳 돈 (2009)
- 시네만 (2009)
- 휘슬러 (2009)
- 르 코치 (2009)
- 프렌즈: 하얀 거짓말 (2010)
- 포도밭의 후계자 (2011)
- 크롤 (2013)
- 어몽 더 리빙 (2014)
- SMS (2014)
- 숨 막히는 (2014)
- 땡스 투 마이 프렌즈 (2015)
- 디스 이즈 아워 랜드 (2017)
- 레이드 크레이지 (2017)
- 스포일드 포 초이스 (2017)
- 노필터 (2019)